# Коченешть
Коченешть, Коченешті (рум. Cocenești) — село у повіті Арджеш в Румунії. Входить до складу комуни Міоареле.
Село розташоване на відстані 117 км на північний захід від Бухареста, 44 км на північний схід від Пітешть, 142 км на північний схід від Крайови, 62 км на південний захід від Брашова.

## Населення
За даними перепису населення 2002 року у селі проживали 228 осіб, усі — румуни. Усі жителі села рідною мовою назвали румунську.